# Fatoumata Tambajang

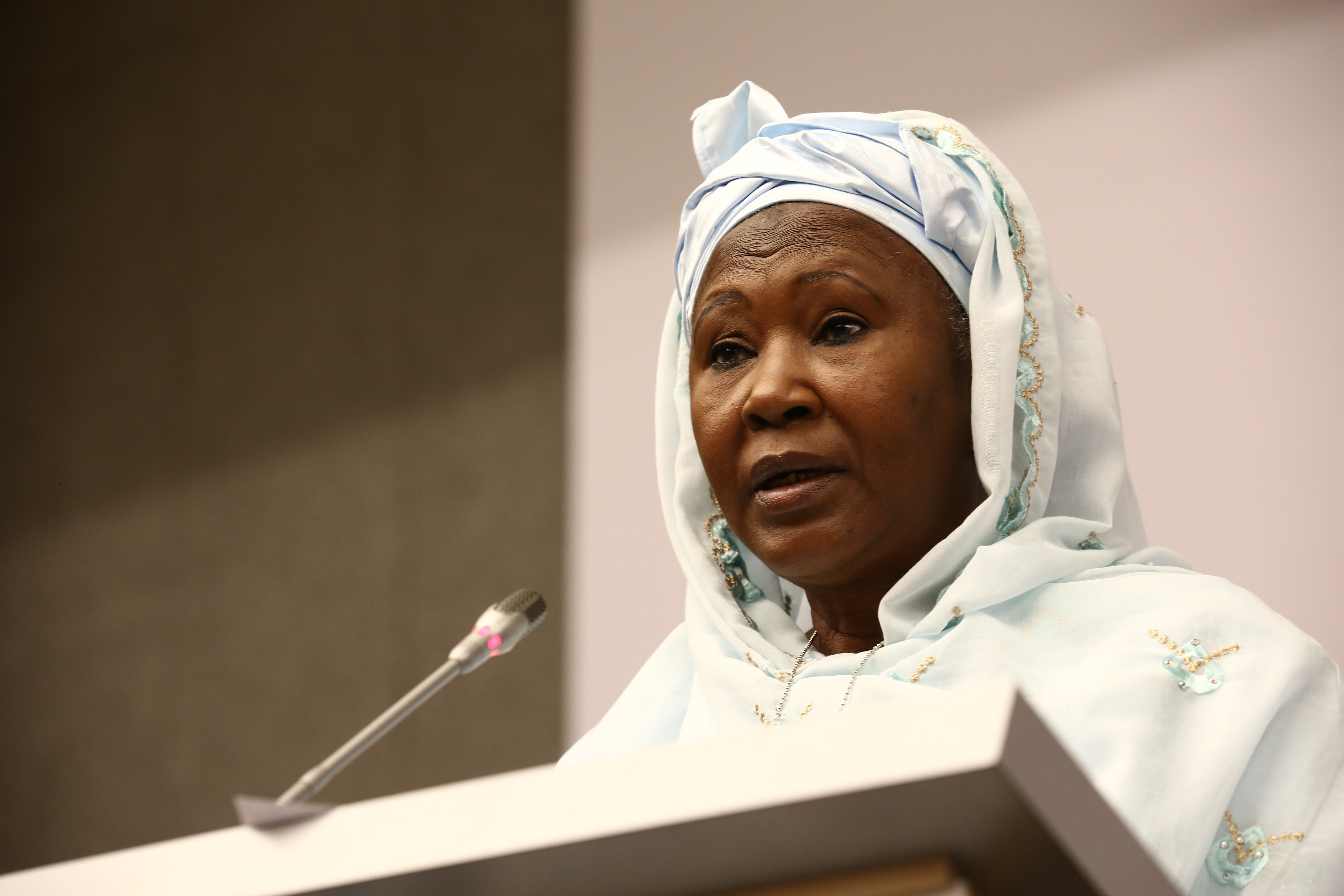
Fatoumata Tambajang

Aja Fatoumata C. M. Jallow-Tambajang (* 22. Oktober 1949 in Brikama) ist Politikerin in dem westafrikanischen Staat Gambia.

## Leben
Am 5. August 1994 wurde Tambajang von der Militärjunta Armed Forces Provisional Ruling Council (AFPRC) zur Ministerin für Gesundheit und Familie (Secretary of State for Health, Social Welfare and Women’s Affairs) ernannt; sie blieb kurz im Amt und wurde im Februar 1995 durch Coumba Ceesay-Marenah ersetzt.
In der Regierung Präsident Adama Barrows wurde sie am 23. Januar 2017 als Vizepräsidentin und Ministerin für Angelegenheiten der Frauen (englisch Minister of Women's Affairs) berufen. An ihrer Nominierung gab es Kritik, da sie bei der Berufung älter als 65 Jahre war, was aber laut der Verfassung das Höchstalter für dieses Amt sei.
Bei einer größeren Kabinettsumbildung am 29. Juni 2018 schied sie aus dem Kabinett aus, ihre zukünftige Aufgabe sollte im Auswärtigen Dienst sein. Sie sollte die Nachfolgerin von Mamadou Tangara in dem Posten des Ständigen Vertreters Gambias bei den Vereinten Nationen in New York werden. Tatsächlich wurde jedoch Lamin B. Dibba ernannt. Ihr Nachfolger als Vizepräsident und Frauenminister wurde der bisherige Außenminister Ousainou Darboe.
2024 leitete sie die Wahlbeobachtungsmission der ECOWAS bei der Parlamentswahl in Togo.